# Веселе (Новгород-Сіверський район)
Веселе — колишнє село в Україні, Новгород-Сіверському районі Чернігівської області. Підпорядковувалось Грем'яцькій сільській раді.
Розташовувалося за 3 км на захід від Грем'яча, на висоті бл.170 м над рівнем моря.
Складалося з єдиної вулиці протяжністю 1 км.
На топогрфічних картах 2 половини 19 ст. не зафіксоване, ймовірно, виникло у 1-й третині 20 століття. 
Станом на 1988 рік у селі проживало бл.20 жителів. 28 грудня 2006 року Чернігівська обласна рада зняла село з обліку, оскільки в ньому ніхто не проживає.
Територія села не розорана, колишня вулиця простежується на місцевості. Подекуди збереглися залишки садів та декілька покинутих будинків.